# Ouro Verde (Santa Catarina)
Ouro Verde is een gemeente in de Braziliaanse deelstaat Santa Catarina. De gemeente telt 2.179 inwoners (schatting 2009).

## Aangrenzende gemeenten
De gemeente grenst aan Abelardo Luz, Ipuaçu en Xanxerê.